# Nearby Stars Database

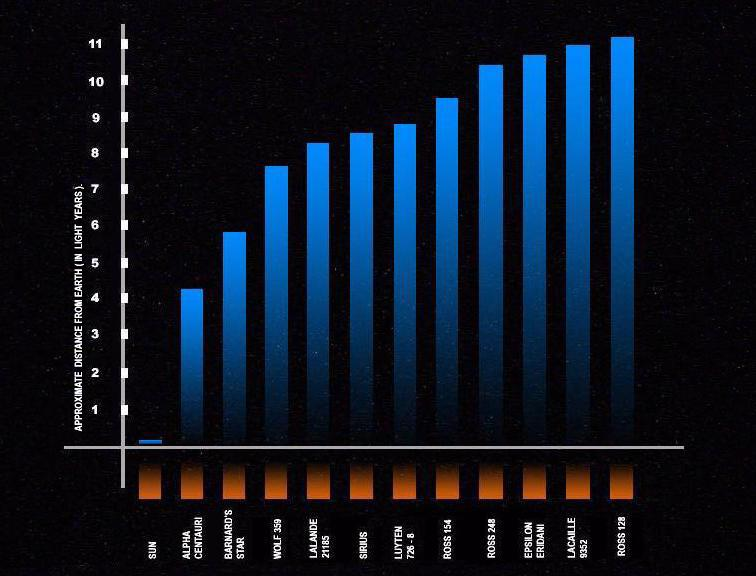
Гистограмма количества ближайших звёзд к Земле и их названия

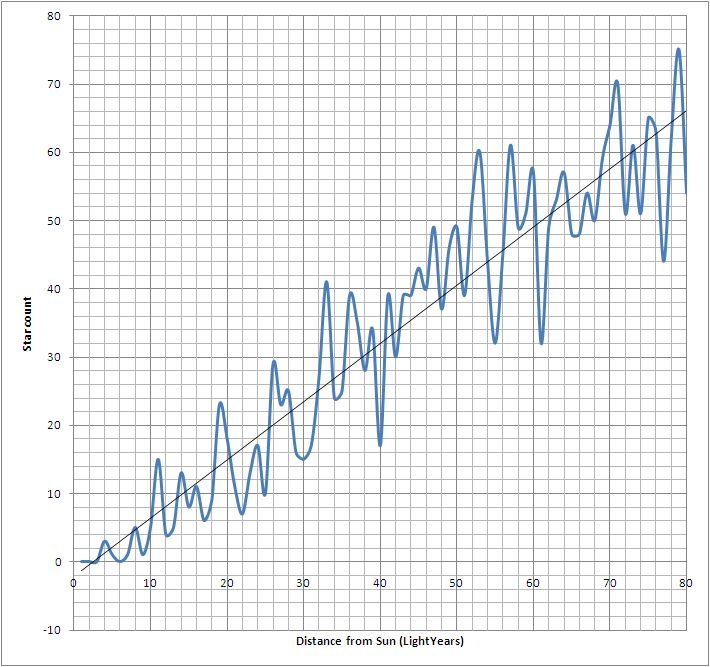
График количества ближайших звёзд к Земле в зависимости от расстояния в световых годах

Nearby Stars Database (NStars) появился как проект NASA в 1998 году, в настоящее время поддерживается университетом Северной Аризоны. По состоянию на 1 января 2002 года, в базе данных есть 2633 звезды в 2029 звёздных системах. Веб-сайт проекта включает в себя инструменты для поиска и ссылки на форум.

## Поставленные цели
Цель NStars — быть полным и точным источником научных данных о всех звёздных системах на расстоянии 25 парсек.  

## Статус
По состоянию на 29 января 2008, 7 июня 2011 сайт закрыт, показано сообщение "Сайт в настоящее время находится в состояние переработки и будет возвращён в эксплуатацию позже ."
На 2016 год база сайта доступна по адресу ru.scribd.com/document/317920276/Nearby-Stars-Database, в ней содержатся данные ~4 тысяч звёзд.